# Диагональ Норте (станция метро)
«Диагональ Норте» (исп. Diagonal Norte) — станция Линии C метрополитена Буэнос-Айреса. С неё можно сделать пересадку на станции Карлос Пеллегрини (Линия B) и 9 июля (Линия D).
Станция находится в районе Сан-Николас, на пересечении улиц Сармьенто и Авенида Роке Саэнс Пенья, от последней, которая также называется Диагональю Норте станция метро и получила своё наименование. Станция Диагональ Норте была открыта 9 ноября 1934 года. В 1997 году станция была включена в число Национальных исторических памятников.
Станция украшена 2 керамическими панно размером 15,80 х 1,85 метров, выполненными по эскизам 1934 года художников Мартина С. Ноэля и Мануэля Эскасани и изготовленными в Сеговии. На одном панно изображены испанские города Авила, Толедо, Сория и Сеговия, на втором — Бургос, Мадрид, Аранхуэс и снова Мадрид.

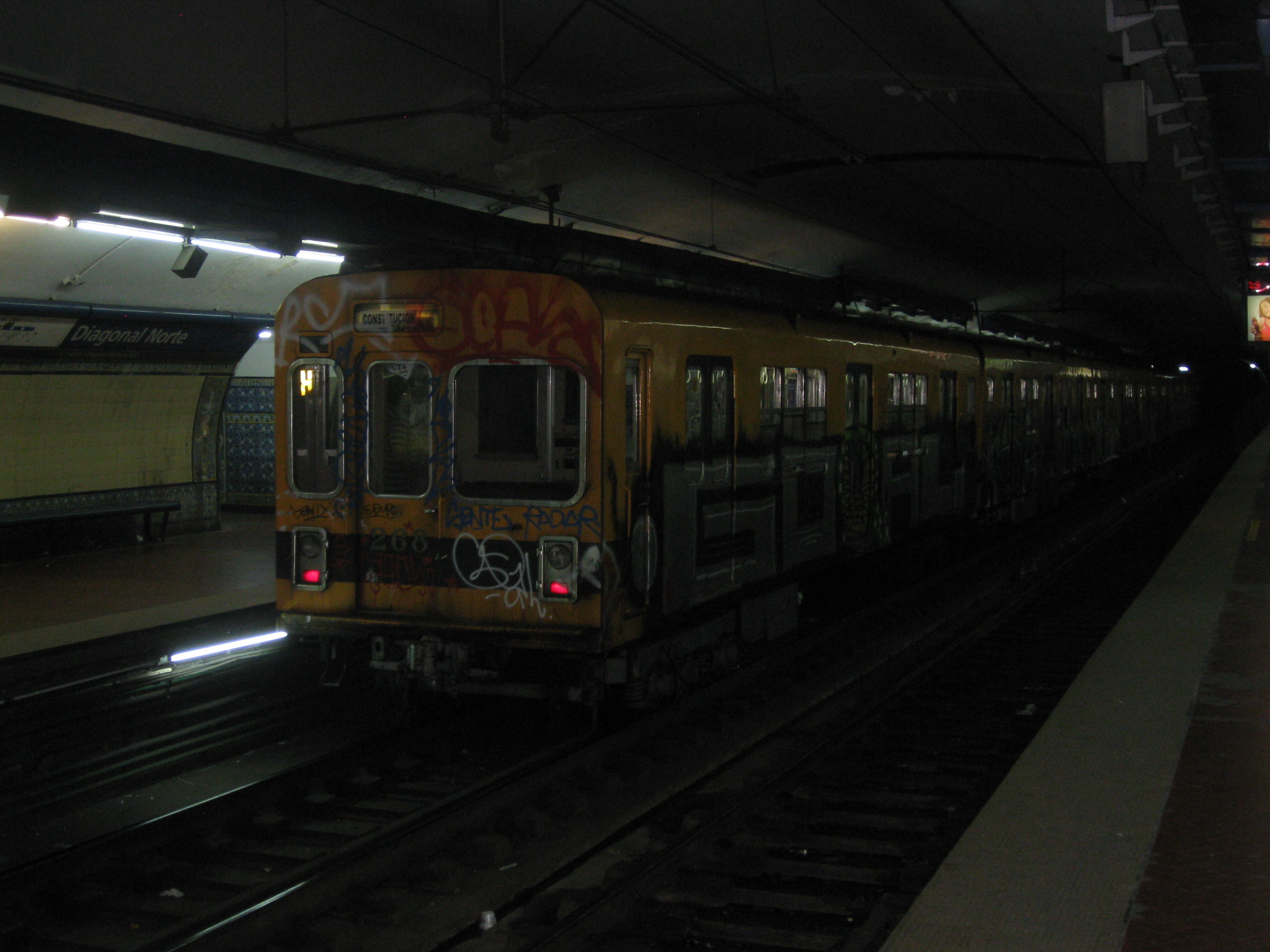
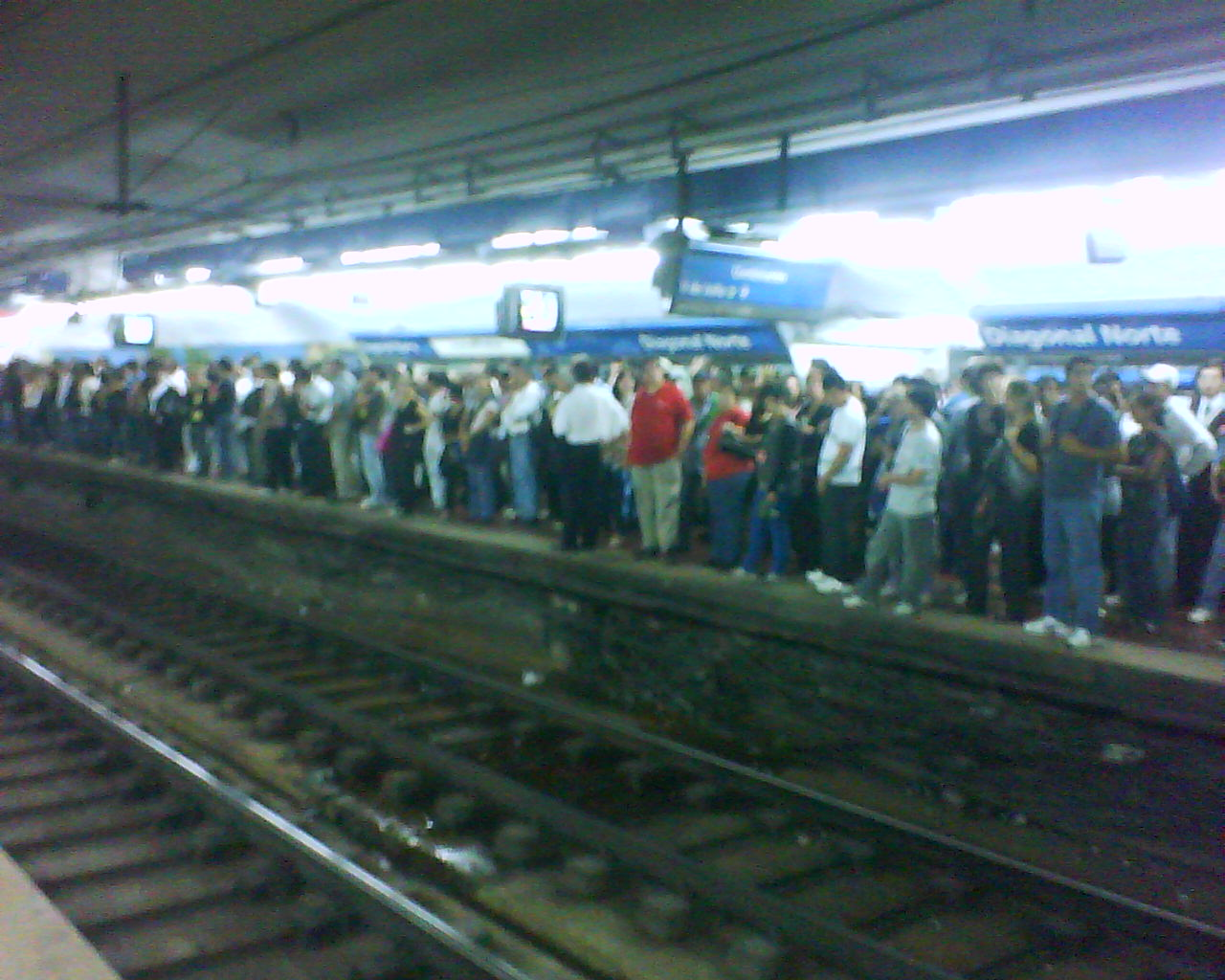
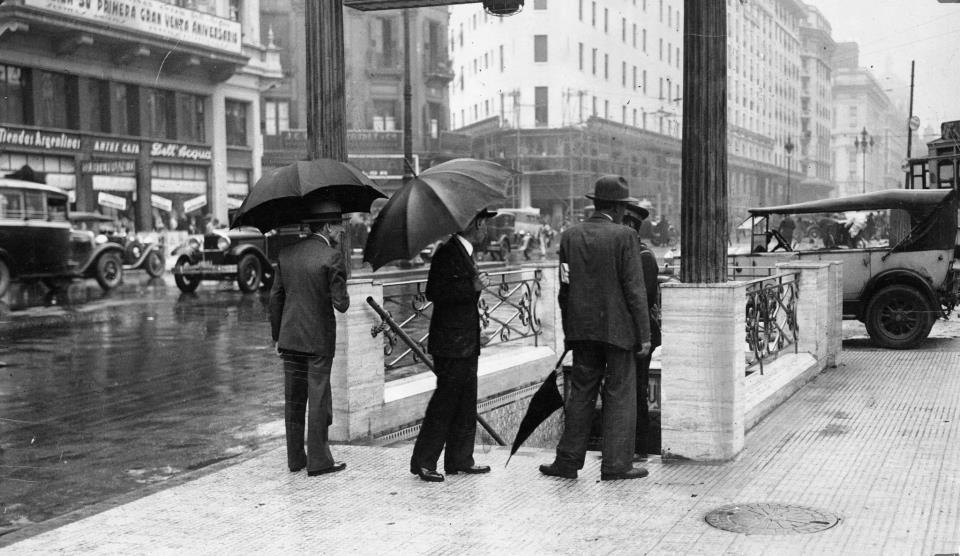